# Маурісіо Наварро
Маурісіо Наварро (англ. Mauricio Navarro, нар. 7 квітня 1966) — канадський футбольний суддя. Наварро народився в Чилі, але пізніше переїхав в Ванкувер, Канада і став громадянином Канади. Він став арбітром ФІФА в 2000 році і був одним із найуспішніших арбітрів перед Канади до завершення кар'єри 2011 року, досягнувши пенсійного віку.

## Кар'єра
На наступний рік після отримання статусу арбітра ФІФА, Наварро був призначений обслуговувати матчі Кубка Америки 2001 року в Колумбії. Він судив всього один матч у групі C між Болівією і Уругваєм, Болівія виграла 1:0. Наварро пізніше описав цей матч як один з найбільш складних в його кар'єрі.
Наступним великим турніром для  Наварро став Золотий кубок КОНКАКАФ 2003 року, де він судив три матчі на груповому етапі, чвертьфінал, а потім і фінал.
Наварро описував цей фінал Кубка між Мексикою і чемпіонами світу Бразилією як вершину своєї кар'єри. При цьому він вже обслуговував обидві ці команди на турнірі: Бразилії на груповому етапі, Мексику — в чвертьфіналі.
| 27 липня 2003 |

| Мексика    | 1–0 (д.ч.) | Бразилія |
| ---------- | ---------- | -------- |
| Осорно 97' | Протокол   |          |

| Ацтека, Мехіко Глядачів: 80,000 |

У 2007 році Наварро знову був призначений на Золотий Кубок, де він судив в матчі групового етапу між Панамою і Гондурасом і чвертьфінальний матч між збірними Гондурасу і Гваделупи. У тому ж році він був обраний для роботи на молодіжному чемпіонаті світу (U-20), який пройшов в Канаді. На жаль, через травму він не судив жодного матчу, а виступав як 4-й арбітра.
2008 року Наварро разом з канадськими асистентами Ектором Вергарою і Джо Флетчером судили другий фінальний матч Кубка чемпіонів КОНКАКАФ. Для Наварро це було вперше після трьох півфінальних зустрічей в останні три роки проведення турніру. При чому цей фінальний матч став останнім в історії турніру, оскільки з наступного сезону він був замінений на Лігу чемпіонів КОНКАКАФ.
| 30 квітня 2008 |

| Пачука             | 2 — 1  | Сапрісса      |
| ------------------ | ------ | ------------- |
| Хіменес 3' Рей 53' | Report | Арріета 90+3' |

| Естадіо Ідальго Пачука-де-Сото Глядачів: 30,000 |

Останній міжнародний матч Наварро провів 15 листопада 2011 року, коли судив матч чемпіонів світу Іспанії і Коста-Рики.
| 15 листопада 2011 16:00 EST |

| Коста-Рика              | 2 — 2   | Іспанія             |
| ----------------------- | ------- | ------------------- |
| Бренес 31' Кемпбелл 42' | Протокл | Сілва 83' Вілья 90' |

| «Національний стадіон», Сан-Хосе Глядачів: 30,000 |

## Міжнародні турніри
- Кваліфікація чемпіонату світу 2014
- Ліга чемпіонів КОНКАКАФ
- Кваліфікація чемпіонату світу 2010
- Кубок чемпіонів КОНКАКАФ
- Молодіжний чемпіонат світу 2007 (U-20)
- Золотий кубок КОНКАКАФ 2007
- Кваліфікація чемпіонату світу 2006
- Золотий кубок КОНКАКАФ 2005
- Золотий кубок КОНКАКАФ 2003
- Кваліфікація чемпіонату світу 2002
- Кубок Америки з футболу 2001

## Особисте життя
Виріс в Чилі. Переїхав у Канаду. Має двох дочок.